# Bysjön (Möklinta socken, Västmanland)
Bysjön är en sjö i Avesta kommun i Dalarna och Sala kommun i Västmanland och ingår i Dalälvens huvudavrinningsområde. Sjön är 16,5 meter djup, har en yta på 7,31 kvadratkilometer och är belägen 61 meter över havet. Sjön avvattnas av vattendraget Dalälven.

## Delavrinningsområde
Bysjön ingår i det delavrinningsområde (667246-153901) som SMHI kallar för Utloppet av Bysjön. Medelhöjden är 77 meter över havet och ytan är 29,6 kvadratkilometer. Räknas de 2638 avrinningsområdena uppströms in blir den ackumulerade arean 27 081,67 kvadratkilometer. Avrinningsområdets utflöde Dalälven mynnar i havet. Avrinningsområdet består mestadels av skog (45 procent) och jordbruk (17 procent). Avrinningsområdet har 7,31 kvadratkilometer vattenytor vilket ger det en sjöprocent på 24,7 procent. Bebyggelsen i området täcker en yta av 0,46 kvadratkilometer eller 2 procent av avrinningsområdet.